# テビバイト
テビバイト (tebibyte) とはコンピュータの容量や記憶装置の大きさをあらわす情報の単位の一つ。TiBと略記される。
1 TiB = 240 B = 1,099,511,627,776 B
SI接頭語テラがついたテラバイトと同じく240バイトを表す言葉である。しかし本来SI接頭語であり1012を表すテラを使ったテラバイトは1,000,000,000,000バイトに用いられることもある。このような混乱を避けるためIECが決めた二進接頭辞を取り入れテビバイト = 240バイトとしており、240バイトという意味ではこの呼び名が推奨される。テラバイトと違い1兆バイトという意味で使えない。